# دژبان کل سپاه پاسداران انقلاب اسلامی
دژبان کل سپاه پاسداران انقلاب اسلامی یگانی نظامی-انتظامی در سپاه پاسداران انقلاب اسلامی است، که زیر نظر ستاد مشترک سپاه پاسداران فعالیت می‌کند.

## وظایف
مأموریت و وظایف کلی فرماندهی دژبان کل سپاه پاسداران انقلاب اسلامی:
- ضابط قوه قضائیه در انجام بازجویی، تحقیقات و تشکیل پرونده در رابطه با افراد متهم، در سطح کشور و ارجاع به مراجع ذی‌ربط.
- حضور در صحنه‌های حوادث و جرایم مرتبط با پرسنل سپاه پاسداران و بسیج
- پیشگیری و کشف جرائم داخلی در سپاه، حفظ دلایل و مدارک جرم، در جرایم مشهود، تا رسیدن مرجع قضایی.
- دستگیری متهمان و مجرمان و جلوگیری از اختفاء آنها.
- تهیه و تنظیم روش‌های اجرایی فعالیت‌های دژبانی، به منظور برقراری وحدت رویه بین رده‌های مختلف دژبانی و ارائه به ستاد مشترک سپاه، جهت قرار گرفتن در مسیر مراحل تصویب و ابلاغ.[۱]